# Alain Bernard (Tanzpädagoge)
Alain Bernard (* 30. August 1932 in Basel; † 18. April 2012 in Biel) war ein Schweizer Tänzer, Tanzpädagoge und Choreograph.

## Leben
Alain Bernard begann seine klassische Ballettausbildung in Bern und in Genf, er erweiterte sie in New York bei Antony Tudor an der School of American Ballet und an der School of Contemporary Dance von Martha Graham. Die Techniken des Modern Dance und Jazz Dances brachte er in die Schweiz und wurde somit in verschiedenen Städten in der Schweiz und später in Polen der Pionier des Jazztanzes.
Nach Engagements als Gruppentänzer von 1955 bis 1956 am Stadttheater Bern, ging er als Tänzer nach Stockholm, zum Teatro del Balletto di Pieter van der Sloot in Rom, zum Ballet Ludmilla Tcherina in Paris. Seine Karriere als Solotänzer begann Alain Bernard 1960 am Stadttheater Bern, Engagements an den Städtischen Bühnen Oberhausen folgten. 1964 war er Gast-Solotänzer am Stadttheater Luzern.

### Tanzpädagoge
Bernard sieht sich als Begründer der Jazz-und-Modern-Dance-Bewegung in der Schweiz. Er hat eine eigene, den jeweiligen Schülern angepasste Technik entwickelt, die gerne in der Unterrichtung von Laien angewendet wird.
Erste Erfahrungen als Tanzlehrer konnte er 1959 als Assistent des Tänzers und Tanzpädagogen Walter Nicks an der Sommerakademie in Krefeld sammeln. 1959 eröffnete er sein Tanz-Studio Alain Bernard an der Brunngasshalde in Bern, es folgten Filialen in Biel und in Basel. Seit 1970 heißt seine Schule Tanz- und Theaterstudio Alain Bernard, Berufsschule für Musical und Jazz-Tanz Pädagogik mit dem Schwerpunkt Musical.
Das Tanz- und Theaterstudio Alain Bernard war die erste Musicalschule der Schweiz überhaupt. Neben den Laienkursen gab es erstmals die Möglichkeit, in der Schweiz eine Berufsausbildung für das Musical zu absolvieren. Auf dem Lehrplan standen: Klassischer Tanz, Jazz, Modern Dance, Spanischer Tanz, Stepptanz, Schauspiel, Sprecherziehung, Rollenstudium, Gesang. In Nebenfächern gab es Kurse für Anatomie, Methodik, Psychologie. In Kurse mit Gastlehrern aus dem In- und Ausland wurde Commedia dell’arte, Pantomime, Indischer Tanz, Philippinischer Tanz usw. unterrichtet.
Durch die enge Angliederung an das Studio am Montag wurde mit den Musical-Schülern der oberen Stufe jeweils ein Kindermusical erarbeitet und aufgeführt. Die Schüler hatten zudem Gelegenheit, bei anderen Inszenierungen des Studios am Montag mitzuwirken und so die praktische Arbeit an einem Theater von verschiedensten Seiten kennenzulernen.
Zwischen 1971 und 1981 war er als Lehrer an verschiedenen internationalen Sommerkursen tätig. 1991 schloss er sein Berner Tanzstudio und verlegte sein Arbeitsfeld als Choreograph und Tanzpädagoge nach Osteuropa.

### Choreograph
Bernards erste Choreographienentstanden 1957 für den New York Ballet Club und 1958 Promenade im Rahmen einer Schultheater-Tournee, Stockholm. Im weiteren folgten von 1966 bis 1969 getanzte Modeschauen in der Schweiz. Mit Laientänzern aus Bernards Tanz- und Theaterschule in Bern zeigte er sein Jazz getanzt 1. In Klagenfurt choreografierte Bernard 1968 Charley's neue Tante. 1970 machte Bernard mit Jazz getanzt 2 mit Tänzerinnen und Tänzern seiner Jazz Dance Studio Company eine Tournée. Weitere Choreografien folgten: 1973 Hello Dolly, 1976 Arabesque, 1976 Ellingtonia/Orpheus Danza in Sofia, 1981 Jazz für Zwölf an der Baltischen Oper in Danzig, 1982 Let's Jazz It am Teatr Wielki in Warschau, sowie weitere nicht näher benannte und datierte Choreographien für Operetten an Städtischen Theatern in Oberhausen.
In vielen Städten Osteuropas wurde er als Gasttrainer, Choreograph oder Dozent eingeladen, zum Beispiel in Polen, Belarus, Russland, St. Petersburg und in Tschechien. Bernard choreographierte in klassischem Tanzstil in Warschau Der Nussknacker, Coppélia und Aschenbrödel, in Minsk Undine und in Vilnius das 3. Brandenburgische von Johann Sebastian Bach.
2002 hat sich Alain Bernard ganz nach Polen zurückgezogen.

### Sammler von Büchern und Zeitschriften
Seit mehr als 40 Jahren sammelt Alain Bernard alles, was mit der vergänglichen Kunst des Tanzes zusammenhängt: Bücher, Programme, Grafiken, Skulpturen oder Briefe. Alain Bernard besitzt zudem 1500 Videos.
Alain Bernard vermachte seine ausschliesslich dem Tanz gewidmete Sammlung dem Schweizer Tanzarchiv in Lausanne. Die mehr als 3400 Werke und 700 Zeitschriften-Bände gelten weltweit als die wichtigste Sammlung in Privatbesitz. Die Werke sind in deutscher, englischer, französischer, russischer und polnischer Sprache.

### Sammlung der Tanzenden Figuren
Die Ausstellung Tanzende Figuren aus den Sammlungen von Alain Bernard und Vladimir Malakhov zeigt etwa 200 Porzellanfiguren aus drei Jahrhunderten bis zur Gegenwart, die aus den berühmten europäischen Manufakturen wie auch aus der Produktion kleinerer Porzellanfabriken stammen. Fast jede Porzellanfigur stellt einen konkreten Tänzer in einer berühmt gewordenen Rolle dar. Bildhauer wie Constantin Holzer-Defanti schufen expressive Porzellanplastiken beispielsweise von Anita Berber, Anna Pawlowa oder Tamara Karsawina; auch der Star der Ballets Russes, Vaslav Nijinsky, fand sich als Abbild in zahlreichen Porzellanfiguren wieder. Weitere grosse Namen: Fanny Elssler, Michail Fokin, Harald Kreutzberg und Tilly Losch oder Ruth Saint-Denis. Zumeist wurden die Figuren nach Bildern bzw. später Fotografien geformt. Selten standen die Tänzerinnen und Tänzer direkt Modell.
Bisher sind Ausstellungen in Posen, Breslau, Kielce, im österreichischen St. Pölten und auch im Bröhan-Museum in Berlin realisiert worden.

## Stimmen zu Alain Bernard
„Er war und ist eine unbezweifelbare Autorität zu welchem durch Jahrzehnte hindurch Leute aus ganz Europa ihre Zuflucht suchen, um sich im Tanz zu vervollkommnen.“

## Auszeichnungen
- Verdienstorden der Polnischen Republik
- Nijinsky-Medaille

## Publikationen
- Susana y José. Mit Titel-Illustration von Irène Zurkinden. Hrsg. vom Schweizerischen Berufsverband für Tanz und Gymnastik. Bern 1969.
- Geschichte und Entwicklung des Jazztanzes. Manuskript, in deutscher und polnischer Sprache, A4/gebunden.
- Lexikon der schweizerischen Tanzschaffenden. Traber, Bern 1995, ISBN 3-9520699-1-4